# Srbsko na Letních olympijských hrách 2016
Srbsko se účastnilo Letní olympiády 2016.

## Medailisté
| Medaile | Jméno | Sport      | Soutěž                  |
| ------- | --- | ---------- | ----------------------- |
| Zlato   | Davor Štefanek | Zápas      | Muži řecko-římský 66 kg |
| Zlato   | Gojko Pijetlović Dušan Mandić Živko Gocić Sava Ranđelović Miloš Ćuk Duško Pijetlović Slobodan Nikić Milan Aleksić Nikola Jakšić Filip Filipović Andrija Prlainović Stefan Mitrović Branislav Mitrović | Vodní pólo | Družstvo mužů           |
| Stříbro | Tijana Bogdanović | Taekwondo  | Ženy 49 kg              |
| Stříbro | Marko Tomićević Milenko Zorić | Kanoistika | Muži K-2 1000 m         |
| Stříbro | Bianka Buša Jovana Brakočević Bojana Živković Tijana Malešević Brankica Mihajlović Maja Ognjenović Stefana Veljković Jelena Nikolić Jovana Stevanović Milena Rašić Silvija Popović Tijana Boškovićová | Volejbal   | Turnaj žen              |
| Stříbro | Miloš Teodosić Marko Simonović Bogdan Bogdanović Stefan Marković Nikola Kalinić Nemanja Nedović Stefan Birčević Miroslav Raduljica Nikola Jokić Vladimir Štimac Stefan Jović Milan Mačvan             | Basketbal  | Turnaj mužů             |
| Bronz   | Ivana Španovićová | Atletika   | Ženy skok daleký        |
| Bronz   | Tamara Radočaj Sonja Petrović Saša Čađo Sara Krnjić Nevena Jovanović Jelena Milovanović Dajana Butulija Aleksandra Crvendakić Dragana Stanković Milica Dabović Ana Dabović Danielle Page              | Basketbal  | Turnaj žen              |